# Temporada da NFL de 1963
A Temporada de 1963 da NFL foi a 44ª temporada regular da National Football League.  No dia 17 de Abril, o comissário da NFL, Pete Rozelle suspendeu o running back do Green Bay Packers, Paul Hornung e o defensive tackle do Detroit Lions, Alex Karras por praticarem apostas, até contra suas próprias equipes. Além deles, cinco jogadores do Lions foram multados em US$ 2.000 por apostarem em partidas que não atuaram, bem como a franquia do Detroit Lions Football Company que teve de pagar US$2.000 em cada uma das duas acusações que respondeu: em falhar em relatar informações prontamente e por falta de supervisão.
Neste ano, em 7 de Setembro de 1963 foi aberto o Pro Football Hall of Fame, em Canton, Ohio para consagrar as melhores personalidades relacionadas ao futebol americano, dentre eles, jogadores, treinadores, donos de franquias, entre outros. Uma classe fundadora de 17 membros foi prestigiada naquele dia.
Esta temporada foi o último ano em que as franquias poderiam inscrever 37 jogadores em seus elencos, a partir de 1964 o número aumentaria para 40 jogadores.
A temporada se encerrou em 29 de Dezembro de 1963 no championship game da NFL. Pela terceira vez consecutiva o New York Giants venceu a Eastern Conference e se classificou às finais, mas também, pela terceira vez foi derrotado, neste ano jogando fora de casa no Wrigley Field em Chicago, Illinois por 14 a 10 pelo Chicago Bears. Este foi o sexto e último título do Bears sob o comando do lendário treinador George Halas. Atuando como treinador desde a primeira temporada da National Football League em 1920, Halas liderou a franquia a conquistas de títulos nas temporadas de 1921, 1933, 1940, 1941, 1946 e 1963.

## Draft
O Draft para aquela temporada foi realizado nos dias 3 de Dezembro de 1962, no Sheraton Chicago Hotel, em Chicago, Illinois. E, com a primeira escolha, o Los Angeles Rams selecionou o quarterback, Terry Baker da Universidade Estadual do Oregon.

## Classificação Final
Assim ficou a classificação final da National Football League em 1963:
P = Nº de Partidas, V = Vitórias, D = Derrotas, E = Empates, PCT = Porcentagem de vitória, DIV = Recorde de partidas da própria divisão, PF = Pontos a favor, PA = Pontos contra
| NFL Eastern Conference |    |    |   |      |       |     |     |
| Time                   | V  | D  | E | PCT  | DIV   | PF  | PC  |
| New York Giants        | 11 | 3  | 0 | .786 | 9–3   | 448 | 280 |
| Cleveland Browns       | 10 | 4  | 0 | .714 | 9–3   | 343 | 262 |
| St. Louis Cardinals    | 9  | 5  | 0 | .643 | 8–4   | 341 | 283 |
| Pittsburgh Steelers    | 7  | 4  | 3 | .636 | 7–3–2 | 321 | 295 |
| Dallas Cowboys         | 4  | 10 | 0 | .286 | 3–9   | 305 | 378 |
| Washington Redskins    | 3  | 11 | 0 | .214 | 2–10  | 279 | 398 |
| Philadelphia Eagles    | 2  | 10 | 2 | .167 | 2–8–2 | 242 | 381 |

| NFL Western Conference |    |    |   |      |        |     |     |
| Time                   | V  | D  | E | PCT  | DIV    | PF  | PC  |
| Chicago Bears          | 11 | 1  | 2 | .917 | 10–1–1 | 301 | 144 |
| Green Bay Packers      | 11 | 2  | 1 | .846 | 9–2–1  | 369 | 206 |
| Baltimore Colts        | 8  | 6  | 0 | .571 | 7–5    | 316 | 285 |
| Detroit Lions          | 5  | 8  | 1 | .385 | 4–7–1  | 326 | 265 |
| Minnesota Vikings      | 5  | 8  | 1 | .385 | 4–7–1  | 309 | 390 |
| Los Angeles Rams       | 5  | 9  | 0 | .357 | 5–7    | 210 | 350 |
| San Francisco 49ers    | 2  | 12 | 0 | .143 | 1–11   | 198 | 391 |

## Playoffs

### Championship Game (Jogo do Título)
O jogo do título foi disputado em 29 de Dezembro de 1963 e terminou com a vitória do Chicago Bears por 14 a 10 em cima do New York Giants, no Wrigley Field em Chicago, Illinois.

### Playoff Bowl
A terceira edição da disputa de terceiro lugar da NFL - Playoff Bowl - ocorreu no Orange Bowl em Miami, Flórida entre as equipes classificadas em segundo lugar em cada conferência: Cleveland Browns e Green Bay Packers. O grande vencedor foi o Packers, por 40 a 23 para 55.000 pessoas

## Líderes em estatísticas da Liga
| Estatística                                  | Nome             | Equipe              | Total |
| -------------------------------------------- | ---------------- | ------------------- | ----- |
| Passando                                     |                  |                     |       |
| Jardas de Passe                              | Johnny Unitas    | Baltimore Colts     | 3481  |
| Passes para TD                               | Y.A. Tittle      | New York Giants     | 36    |
| % de Passes Completos                        | Y.A. Tittle      | New York Giants     | .602  |
| Correndo                                     |                  |                     |       |
| Jardas Corridas                              | Jim Brown        | Cleveland Browns    | 1863  |
| Corridas para TD                             | Jim Brown        | Cleveland Browns    | 12    |
| Recebendo                                    |                  |                     |       |
| Jardas Recebidas                             | Bobby Mitchell   | Washigton Redskins  | 1436  |
| Nº de Recepções                              | Bobby Joe Conrad | St. Louis Cardinals | 73    |
| Recepções para TD                            | Terry Barr       | Detroit Lions       | 13    |
| Recepções para TD                            | Gary Collins     | Cleveland Browns    | 13    |
| Defesa                                       |                  |                     |       |
| Interceptações                               | Dick Lynch       | New York Giants     | 9     |
| Interceptações                               | Rosey Taylor     | Chicago Bears       | 9     |
| Times Especiais                              |                  |                     |       |
| Média de Punt                                | Yale Lary        | Detroit Lions       | 48.9  |
| Números coletados do Pro Football Reference. |                  |                     |       |

## Prêmios

### Jogador Mais Valioso
| Prêmio                       | Premiado     | Posição | Franquia         | Ref    |
| ---------------------------- | ------------ | ------- | ---------------- | ------ |
| AP NFL Jogador Mais Valioso  | Y. A. Tittle | QB      | New York Giants  | [ 16 ] |
| UPI NFL Jogador Mais Valioso | Jim Brown    | RB      | Cleveland Browns | [ 17 ] |
| NEA NFL Jogador Mais Valioso | Y. A. Tittle | QB      | New York Giants  | [ 18 ] |
| Jim Thorpe Trophy            | Jim Brown    | RB      | Cleveland Browns | [ 19 ] |
| Jim Thorpe Trophy            | Y. A. Tittle | QB      | New York Giants  | [ 19 ] |

### Treinador do Ano
| Prêmio                  | Premiado     | Franquia      | Ref    |
| ----------------------- | ------------ | ------------- | ------ |
| AP NFL Treinador do Ano | George Halas | Chicago Bears | [ 20 ] |

### Calouro do Ano
| Prêmio                | Premiado     | Posição | Franquia          | Ref    |
| --------------------- | ------------ | ------- | ----------------- | ------ |
| AP NFL Calouro do Ano | Paul Flatley | End     | Minnesota Vikings | [ 21 ] |

## Troca de Treinadores

### Fora de Temporada
- Baltimore Colts: Weeb Ewbank foi substituído por Don Shula.[22]
- Cleveland Browns: Paul Brown foi substituído por Blanton Collier.[23]

### Temporada
- San Francisco 49ers: Red Hickey renunciou após três partidas e foi substituído por Jack Christiansen.

## Biografia
- NFL Record and Fact Book (ISBN 1-932994-36-X)
- NFL History 1931–1940 (Last accessed December 4, 2005)
- Total Football: The Official Encyclopedia of the National Football League (ISBN 0-06-270174-6)